# Mimasyngenes lucianae
Mimasyngenes lucianae là một loài bọ cánh cứng trong họ Cerambycidae.